# Ada huppé
Espèce
Statut de conservation UICN

 LC  : Préoccupation mineure
L'Ada huppé (Knipolegus lophotes) est une espèce d'oiseau de la famille des Tyrannidae. 

## Répartition
Cet oiseau vit au Brésil, au Paraguay et en Uruguay.

## Habitat
Son habitat naturel est constitué des savanes sèches et des prairies.